# Suramin
A suramin álomkór és a tripanoszómák(en) által okozott más betegségek elleni gyógyszer. A tripanoszómák egysejtű élősködők, melyek a cecelégy csípésével terjednek.
A suraminnak rák- és HIV elleni hatása is van; a gyakorlati alkalmazásra vonatkozó kutatások még folynak.

## Hatásmód
A suramin hatásmódja nem ismert, feltehetően a redukált nikotinamid-adenin-dinukleotid (NADH) oxidációjában szerepet játszó enzimek gátlásának köszönhető. Az NADH a tripanoszóma számára sok sejten belüli reakció – pl. a légzés és a glikolízis – koenzimje. Elképzelhető, hogy ezen felül a P2-receptorok(en) gátlója, és a rianodin-receptorok(en) agonistája is.

## Folyamatban levő kutatások és klinikai vizsgálatok
Jelenleg is vizsgálják a suramin rák elleni alkalmazhatóságát. Már ismert, hogy a suramin gátol több növekedési hormont, pl. inzulinszerű növekedési faktor 1(en) (IGF-I), epidermális növekedési faktor(en) (EGF), vérlemezke eredetű növekedési faktor, transzformáló növekedési faktor(en) beta (TGF-beta), ezáltal gátolja az endothel sejtek(en) osztódását és helyváltoztatását. A suramin ezen felül gátolja az érképződésért felelős növekedési faktor(en) (VEGF) és a bázikus fibroblast növekedési faktor(en) (bFGF) által kiváltott érképződést. Az új erek képződése a növekvő daganatok vérellátásához elengedhetetlen.
A suramin gátolja a retrovírusok (ilyen pl. a HIV is) reverz transzkriptáz enzimjét, mely azok továbbterjedéséhez nélkülözhetetlen. Gátolja a topoizomeráz(en) enzimeket, melyek a DNS szét- és visszatekeredését szabályozzák. Gátolja a sejten belül a folsav-továbbítást. A folsav (B9-vitamin, magzatvédő vitamin) a sejtek osztódásakor nélkülözhetetlen.

## Adagolás
A suramin rendkívül mérgező, ezért csak kórházban, folyamatos megfigyelés alatt adható. Az emésztőrendszerből alig szívódik fel, ezért injekció formájában kell adni. Az állatkísérletekben magzatot károsító hatása volt, és a tapasztalatok alapján bizonyosra vehető, hogy az emberi magzatot is károsítja, ezért terhes nőnek szigorúan tilos adni.
A túlérzékenység megelőzésére először 0,1–0,2 g-s tesztadagot kell beadni lassú intravénás injekcióban. 24 óra elteltével adható be a teljes adag. Túlérzékenység esetére adrenalin (1:1000 oldat), parenterálisan adott antihisztaminok és kortikoszteroidok(en) kell kéznél legyenek.
Felnőttek szokásos adagja napi 20 mg/tskg, de legfeljebb napi 1 gramm, gyermekeké 10–20 mg/tskg. Az adagokat hetenként (és esetleg a 3. napon is) kell beadni addig, amíg az összes beadott mennyiség eléri az 5 g-ot. Ha a beteg rossz állapotban van, a teljes adag akár a negyedére is csökkenthető.

## Készítmények
Nemzetközi forgalomban:
- Antrypol
- Metaret
- Moranyl
- Naganin
- Naganine
- Naganinum
- Naganol

Nátriumsó formájában:
- Germanin

Magyarországon nincs forgalomban.